# オン・ザ・ナイト〜ダイアー・ストレイツ・ライヴ
『オン・ザ・ナイト〜ダイアー・ストレイツ・ライヴ』（原題：On the Night）は、イギリスのロック・バンド、ダイアー・ストレイツが1993年に発表したライブ・アルバム。『アルケミィ〜ダイアー・ストレイツ・ライヴ』（1984年）以来のライブ・アルバムに当たる。

## 解説
アルバム『オン・エヴリー・ストリート』（1991年）のリリースに伴い行われたワールド・ツアーのうち、1992年5月のニーム公演とアムステルダム公演におけるライブ録音が収録された。通常盤はCD1枚だが、4曲入りのライブEP『Encore』がボーナス・ディスクとして付属したヴァージョンも存在する。
全英アルバムチャートでは7週チャート圏内に入り、最高4位を記録。オーストリアのアルバム・チャートでは2週連続で1位を獲得。オランダのアルバム・チャートでは7週連続で2位を記録した。

## 収録曲
特記なき楽曲はマーク・ノップラー作。
1. コーリング・エルヴィス "Calling Elvis" – 10:25
2. ウォーク・オブ・ライフ "Walk of Life" – 5:06
3. ヘヴィ・フュエル "Heavy Fuel" – 5:23
4. ロミオとジュリエット "Romeo and Juliet" – 10:05
5. 哀しみのダイアリー "Private Investigations" – 9:43
6. 愛のトリック "Your Latest Trick" – 5:35
7. オン・エヴリー・ストリート "On Every Street" – 7:01
8. ユー・アンド・ユアー・フレンド "You and Your Friend" – 6:48
9. マネー・フォー・ナッシング "Money for Nothing" (Mark Knopfler, Sting) – 6:28
10. ブラザーズ・イン・アームス "Brothers in Arms" – 8:54

## 参加ミュージシャン
- マーク・ノップラー - ボーカル、リードギター
- アラン・クラーク - キーボード
- ガイ・フレッチャー - キーボード、バックグラウンド・ボーカル
- ジョン・イルズリー - ベース、バッキング・ボーカル
- フィル・パーマー - ギター、バッキング・ボーカル
- ポール・フランクリン - ペダル・スティール・ギター
- クリス・ウィッテン - ドラムス
- ダニー・カミングス - パーカッション、バッキング・ボーカル
- クリス・ホワイト - サックス、バッキング・ボーカル